# Hermine Braunsteiner
Hermine Braunsteiner   (Viena, 16 de juliol de 1919 - Bochum, 19 d'abril de 1999) va ser una SS Helferin alemanya i guardiana dels camps de concentració de Ravensbrück i Majdanek, i la primera criminal de guerra nazi que va ser extraditada dels Estats Units per enfrontar-se a un judici a l'aleshores Alemanya Occidental. Braunsteiner era coneguda pels presoners del camp de concentració de Majdanek com l'euga trepitjadora i es deia que havia colpejat els presoners fins a la mort, llençava nens pels cabells a camions que els portaven a ser assassinats a les cambres de gas, penjava presoners joves i havia trepitjat un vell presoner fins a la mort amb les seves botes.
Va ser condemnada per nombrosos assassinats i sentenciada a cadena perpètua pel Tribunal de Districte de Düsseldorf el 30 d'abril de 1981, però posada en llibertat per motius de salut el 1996 abans de la seva mort tres anys després.

## Vida
Braunsteiner va néixer a Viena, essent la més jove d'una família obrera d'estricta observança catòlica. El seu pare, Friedrich Braunsteiner, era xofer per a una cerveseria i carnisser. Hermine no tenia mitjans per a esdevenir infermera i va treballar com a criada. De 1937 a 1938 va treballar a Anglaterra en la llar d'un estatunidenc.
El 1938, Braunsteiner es va convertir en una ciutadana alemanya després de l'Anschluss. Va tornar a Viena des d'Anglaterra i el mateix any es va traslladar a Alemanya per treballar a la fàbrica de les aeronaus Heinkel a Berlín.

### Guardiana del camp de Ravensbrück
A instàncies del seu cap, un policia alemany, Braunsteiner va sol·licitar una feina millor remunerada supervisant els presoners, amb la qual cosa va quadruplicar els seus ingressos amb el temps. Va començar la seva formació el 15 d'agost de 1939 com a Aufseherin (guardiana) a les ordres de Maria Mandel al camp de concentració de Ravensbrück. Va romandre allà després de l'inici de la Segona Guerra Mundial i de l'afluència de nous presoners dels països ocupats. Després de tres anys, un desacord amb Mandel va portar Braunsteiner a sol·licitar un trasllat l'octubre de 1942.

### Majdanek i Alter Flughafen

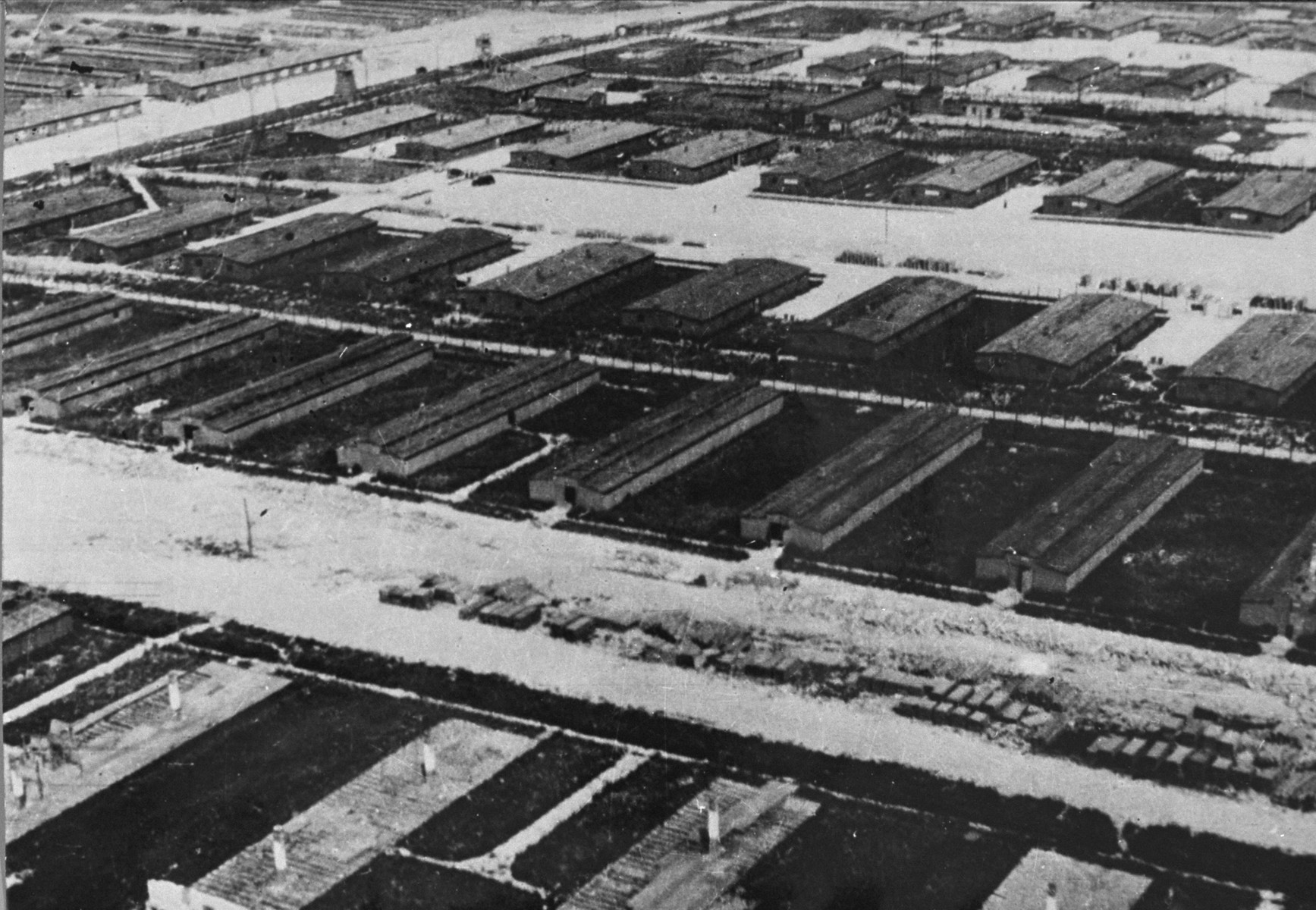
Foto aèria del camp de concentració de Majdanek de les col·leccions del Museu Majdanek

El 16 d'octubre de 1942, Braunsteiner va assumir les seves funcions a la fàbrica de roba de treball forçat prop del camp de concentració de Majdanek, establert prop de Lublin, Polònia, un any abans. Era alhora un camp de treball (Arbeitslager) i un camp d'extermini (Vernichtungslager) amb cambres de gas i crematoris. Va ser promoguda a assistent de guàrdia el gener de 1943, sota el comandament de l’Oberaufseherin Elsa Ehrich juntament amb altres cinc guàrdies del camp. Aleshores, la majoria dels Aufseherinnen havien estat traslladats a Majdanek des del camp de treball d'Alter Flughafen.
Braunsteiner va tenir diversos papers al campament. Es va involucrar en «seleccions» de dones i nens per ser enviats a les cambres de gas i va assotar diverses dones fins a la mort. Treballant al costat d'altres guardianes com Elsa Ehrich, Hildegard Lächert, Marta Ulrich, Alice Orlowski, Charlotte Karla Mayer-Woellert, Erna Wallisch i Elisabeth Knoblich, Braunsteiner es va fer coneguda per les seves rabietes salvatges. Segons un testimoni en el seu judici posterior a Düsseldorf, «va agafar nens pels cabells i els va llançar als camions que anaven a les cambres de gas». Altres supervivents van testimoniar com va matar dones trepitjant-les amb les seves botes d'acer, fet que li va valer el sobrenom de «The Stomping Mare» (en polonès «Kobyła», en alemany «Stute von Majdanek»). Pel seu treball, va rebre la Creu al Mèrit de Guerra de 2a classe el 1943.

### Ravensbrück de nou i el subcamp de Genthin
El gener de 1944, Braunsteiner va tornar a Ravensbrück a mesura que a Majdanek van començar les evacuacions degut a que s'acostava la línia del front. Aleshores va ser promoguda per supervisar el vestuari de guerra en el subcamp Genthin de Ravensbrück, situat prop de Berlín. Els testimonis diuen que va abusar de molts dels presos amb un fuet que portava, matant almenys a dues dones. Un metge francès, que va ser internat a Genthin, va recordar el sadisme de Braunsteiner mentre governava el campament: «Vaig veure com administrava cinc fuetades amb un fuet d'equitació a una jove russa sospitosa de sabotatge. La seva esquena estava plena de fuetades, però no se'm va permetre tractar-la immediatament».

### Postguerra a Àustria
El 7 de maig de 1945, Braunsteiner va fugir del camp abans de l'arribada de l'Exèrcit Roig Soviètic. Després va tornar a Viena, però aviat en va marxar tot queixant-se que no hi havia menjar suficient.
La policia austríaca la va detenir i la va lliurar a les autoritats d'ocupació militar britàniques; va romandre empresonada des del 6 de maig de 1946 fins al 18 d'abril de 1947. Un tribunal de Graz, Àustria, la va condemnar per tortura, maltractament a presoners i crims contra la humanitat i contra la dignitat humana a Ravensbrück (no a Majdanek), després la va condemnar a complir tres anys, a partir del 7 d'abril de 1948; va ser alliberada a principis d'abril de 1950. Posteriorment, un tribunal civil austríac li va concedir l'amnistia d'un altre processament. Va treballar en feines de baix nivell en hotels i restaurants fins a emigrar.

## Emigració i matrimoni
Russell Ryan, un estatunidenc, la va conèixer durant les seves vacances a Àustria. Es van casar l'octubre de 1958, després d'haver emigrat a Nova Escòcia, Canadà. Braunsteiner va entrar als Estats Units l'abril de 1959, convertint-se en ciutadana dels Estats Units el 19 de gener de 1963. Vivien a Maspeth, Queens, a la ciutat de Nova York, on era coneguda com una mestressa de casa exigent, casada amb un treballador de la construcció.

## Descobriment
El caçanazis Simon Wiesenthal va trobar el seu rastre per casualitat en una visita a Tel-Aviv. Estava en un restaurant d'allà quan va rebre una trucada d'un amic seu que no podia anar al dinar. El cap de sala anuncià la «trucada telefònica per al Sr. Wiesenthal» i això va fer que la resta de la sala el reconegués, i es van aixecar per aplaudir-lo. Quan va tornar a la seva taula, hi esperaven diversos supervivents de Majdanek que li van parlar sobre Braunsteiner i què havia fet. Basant-se en aquesta informació, va seguir el seu rastre des de Viena fins a Halifax, Nova Escòcia, i després, passant per Toronto, fins a Queens. El 1964, Wiesenthal va alertar al New York Times que Braunsteiner podria haver-se casat amb un home anomenat Ryan i que podria viure a la zona de Maspeth del districte de Queens a la ciutat de Nova York. Van assignar Joseph Lelyveld, aleshores un jove periodista, per localitzar la «Mrs. Ryan». La va trobar al segon timbre que va trucar i més tard va escriure que el va saludar a la porta d'entrada i li va dir: «Déu meu, sabia que això passaria. Has vingut.»
Braunsteiner va declarar que només havia estat un any a Majdanek, vuit mesos d'aquell temps a la infermeria del camp. «La meva dona, senyor, no faria mal a una mosca», va dir Ryan. «No hi ha cap persona més decent a la terra. Em va dir que aquest era un deure que havia de complir. Va ser un servei conscriptiu.» El 22 d'agost de 1968, les autoritats dels Estats Units van intentar revocar la seva ciutadania, perquè no havia revelat les seves condemnes per crims de guerra; va ser desnacionalitzada el 1971 després de dictar una sentència de consentiment per evitar la deportació.

## Extradició
Un fiscal de Düsseldorf va començar a investigar el seu comportament en temps de guerra, i el 1973 el govern d'Alemanya Occidental va sol·licitar la seva extradició, acusant-la de responsabilitat conjunta en la mort de 200.000 persones.
El tribunal dels Estats Units va negar les al·legacions processals de què la seva desnacionalització havia estat invàlida (els ciutadans dels Estats Units no podien ser extradits a Alemanya Occidental), i que els càrrecs suposaven delictes polítics comesos per un no alemany fora d'Alemanya Occidental. Posteriorment va rebutjar les al·legacions de falta de causa probable i de ne bis in idem. Durant l'any següent, es va asseure amb el seu espòs en el tribunal de districte dels Estats Units a Queens, escoltant el testimoniatge dels supervivents contra l'antiga guardiana de les Schutzstaffel (SS), els quals van descriure fuetades i cops fatals. Rachel Berger, entre els testimonis, va atestar que celebraria el càstig contra l'ex vicecomandant del camp de dones en Majdanek.
El jutge va certificar la seva extradició a la Secretaria d'Estat l'1 de maig de 1973, i el 7 d'agost de 1973, Hermine Braunsteiner Ryan es va convertir en el primer criminal de guerra nazi extradit dels Estats Units a Alemanya Occidental.

## Judici a l'Alemanya Occidental
Braunsteiner va estar en presó preventiva a Düsseldorf el 1973, fins que el seu espòs va dipositar la fiança. El tribunal d'Alemanya Occidental va rebutjar els arguments de Ryan de què mancava de jurisdicció, perquè no era una nacional alemanya sinó austríaca, i que els presumptes delictes havien ocorregut fora d'Alemanya. Va dictaminar que havia estat ciutadana alemanya en aquell moment i, el que era més important, que havia estat una funcionària del govern alemany actuant en nom del Reich alemany.
Va ser jutjada a l'Alemanya Occidental amb altres 15 homes i dones de les SS de Majdanek. Un dels testimonis contra Hermine va declarar que «va agafar nens pels cabells i els va tirar en camions que es dirigien a les cambres de gas». Altres van parlar de cops brutals. Un testimoni va parlar d'Hermine i dels botins d'acer amb els que etzibava cops als reclusos.
El tercer judici de Majdanek (Majdanek-Prozess en alemany) es va celebrar a Düsseldorf. A partir del 26 de novembre de 1975, i amb una durada de 474 sessions, va ser el judici més llarg i costós a l'Alemanya Occidental. Els acusats incloïen l'antic guàrdia de les SS Hermann Hackmann i el metge del camp Heinrich Schmidt. El tribunal va trobar proves insuficients en sis càrrecs de l'acusació i va condemnar Braunsteiner en tres: l'assassinat de 80 persones, l'assassinat de 102 nens i la col·laboració en l'assassinat de 1.000 persones. El 30 de juny de 1981, el tribunal va imposar-li una cadena perpètua, un càstig més sever que els demanats per als seus coacusats.
Les complicacions de la diabetis, inclosa una amputació en les cames, van portar al seu alliberament de la presó de Mülheimer el 1996. Hermine Braunsteiner Ryan va morir el 19 d'abril de 1999, als 79 anys, a Bochum, Alemanya.
Després de la publicitat que envoltava l'extradició de Braunsteiner, el govern dels Estats Units va establir el 1979 una Oficina de Recerques Especials del DOJ per buscar criminals de guerra per desnacionalitzar o deportar. Va prendre la jurisdicció que tenia anteriorment el Servei d'Immigració i Naturalització.